# かっぺ
株式会社かっぺ（KAPPE INC.）は、千葉県千葉市中央区に本社を置く、IT企業である。1998年に千葉大学のコンピュータサークルの4名が合資会社いなかっぺを創立し、その2年後（2000年）に株式会社かっぺを設立。主に千葉市を拠点とし、東京や千葉の企業のウェブサイトの構築支援・制作を行っている。

## 事業内容
企業ウェブサイト・ECサイトの企画・デザイン・システム開発・運用からWWWサーバ構築・運用を行っている。主商品に、メールやウェブシステムがある。2009年より、iPhoneアプリ・mixiアプリ・Androidアプリ企画開発やソーシャルウェブマーケティング事業を開始。

## 歴史
- 1998年5月15日：千葉大学のコンピュータサークルの4人が集まり、合資会社いなかっぺを創立。
- 2000年4月13日：千葉県天津小湊町に本社をおく株式会社として設立。
- 2001年2月：ひまわりベンチャー育成基金助成される。
- 2001年4月：汎用JPドメイン指定事業者認定される。
- 2005年9月：代表取締役交代。
- 2005年12月：ブログマーケティングシステム「CORESIS」千葉市産業振興財団ビジネスモデルA評価認定
- 2008年2月：ブログマーケティングシステム「CORESIS」が、千葉市産業振興財団の事業プラン評価・支援事業のビジネスモデルA評価に認定。
- 2008年10月：鴨川ポータルサイト「かもがわナビ」 OPEN (制作・開発全面協力)
- 2009年7月29日：映画「SING FOR DARFUR」特別試写会 開催
- 2009年11月：TXエリア創業支援プロジェクト「TEP」アントレプレナー会員として入会
- 2010年3月：農業系映画viva!かっぺオフィシャルサポーター就任
- 2010年7月21日：株式会社かっぺ、千葉大学発ベンチャー称号授与
- 2010年11月：就活AWARD2010受賞
- 2010年12月21日：six apart社Pronet契約締結[1]
- 2011年3月11日：かっぺ主催の「漫画アプリ大賞」が2010公募アワードのトレンド賞受賞
- 2011年4月：かっぺ開発の「ワインリンク」がMCPCaward2011「審査員特別賞・中小企業賞」を受賞
- 2012年1月：iPhoneアプリ「会議メーター」が弥生スマホアプリコンテンストで入賞
- 2012年2月：経済産業省による「中小企業IT経営力大賞2012」の商務情報政策局長賞（特別賞）を受賞
- 2012年4月1日：TTPグループを発足、加盟
- 2012年4月20日：代表取締役CTOに水野智明が就任。本社を千葉市へ移転
- 2014年4月1日：代表取締役（CEO）に水野智明が異動。金子輝幸が取締役に異動